# 敖勒召其镇
敖勒召其镇，是中华人民共和国内蒙古自治区鄂尔多斯市鄂托克前旗下辖的一个乡镇级行政单位。

## 行政区划
敖勒召其镇下辖以下地区：
满都拉社区、春苑社区、育才社区、巴彦社区、赛汗社区、乌兰新区社区、敖勒召其嘎查、乌兰道崩嘎查、塔班陶勒盖嘎查、查干巴拉嘎苏嘎查、大沙头村、三道泉子村、三段地村、马场井村、漫水塘村、洪山塘村、巴郎庙村和伊克乌素嘎查。